# شین (فیلم)
شِین (به انگلیسی: Shane) فیلم وسترن آمریکایی به کارگردنی جرج استیونز، محصول سال ۱۹۵۳ کشور ایالات متحده است.

## خلاصه داستان
جو استارت به اتفاق همسرش ماریون و پسرش جوی که قصد دارند در وایومینگ زندگی آرامی داشته باشند، با مزاحمت‌های رایکر مواجه می‌شوند. تا اینکه روزی شین، ششلول‌بندی مرموز از راه می‌رسد و…

## بازیگران
آلن لاد، وان هفلین، جین آرتور، جک پالانس، بن جانسن، براندون دی وایلد

## جوایز
- برنده جایزه اسکار بهترین فیلمبرداری
- نامزد جایزه اسکار بهترین فیلم
- نامزد جایزه اسکار بهترین کارگردانی
- نامزد جایزه اسکار بهترین فیلمنامه
- نامزد جایزه اسکار بهترین بازیگر مرد مکمل (جک پالانس و براندون دی وایلد)